# Manuel Canelo
Manuel Adolfo Canelo Carter (Santiago, 19 de diciembre de 1941) es un exfutbolista chileno que se desempeñaba como defensa. Formó parte del plantel campeón de Santiago Wanderers en 1958 y 1968.

## Trayectoria
Se inició en la filial de Santiago Wanderers en Santiago, y ascendió al primer equipo en 1958, año en que el club porteño se coronó campeón. En 1959 y 1961 conquistó la Copa Chile en la posición de lateral izquierdo. En 1963 el entrenador José Pérez se fue a O'Higgins, y pidió a préstamo por dos años a Canelo, en donde obtuvo el campeonato de ascenso de 1964. Al año siguiente retornó a Santiago Wanderers, en donde, ya como lateral derecho, formó parte del equipo Panzer que obtuvo el campeonato de 1968.

## Clubes
| Club               | País  | Año       |
| ------------------ | ----- | --------- |
| Santiago Wanderers | Chile | 1958-1962 |
| O'Higgins          | Chile | 1963-1965 |
| Santiago Wanderers | Chile | 1966-1970 |
| Huachipato         | Chile | 1971      |
| Audax Italiano     | Chile | 1972-1974 |
| Unión San Felipe   | Chile | 1975      |

## Palmarés

### Campeonatos nacionales
| Título           | Club               | País  | Año  |
| ---------------- | ------------------ | ----- | ---- |
| Primera División | Santiago Wanderers | Chile | 1958 |
| Copa Chile       | Santiago Wanderers | Chile | 1959 |
| Copa Chile       | Santiago Wanderers | Chile | 1961 |
| Segunda División | O'Higgins          | Chile | 1964 |
| Primera División | Santiago Wanderers | Chile | 1968 |